# 阿兰·梅里埃
阿兰·梅里埃（法語：Alain Mérieux，1938年7月10日—），法国商人，梅里埃研究所主席。畢業於里昂大學藥劑系。

## 生平
阿兰·梅里埃是是夏尔·梅里埃（1907-2001）的儿子和马塞尔·梅里埃（1870-1937）的孙子。

## 职业生涯
根据福布斯榜单，截至2015年1月，梅里埃的净资产为35亿美元。

## 个人生活
他居住在里昂，已婚，育有三个孩子。